# Освобождение от уголовной ответственности
Освобожде́ние от уголо́вной отве́тственности — отказ государственных органов, осуществляющих уголовное преследование, от дальнейшего производства по уголовному делу, если факт совершения преступления данным лицом доказан. Уголовное дело при этом прекращается без применения к лицу каких-либо уголовно-правовых мер.

## Основания освобождения от уголовной ответственности
Наиболее часто в законодательстве стран мира встречаются такие основания освобождения от уголовной ответственности, как деятельное раскаяние, примирение с потерпевшим и истечение сроков давности. Национальным законодательством также могут предусматриваться иные виды освобождения от уголовной ответственности, которые могут являться специализированными видами перечисленных оснований (например, существующее в России освобождение от уголовной ответственности лиц, совершивших экономические преступления, по своей природе представляющее собой разновидность деятельного раскаяния), так и самостоятельными правовыми институтами.

### Деятельное раскаяние
Деятельное раскаяние — добровольные действия лица, совершившего преступление, заключающиеся в возмещении или заглаживании вреда, причинённого преступлением, ином устранении или уменьшении его последствий, в информировании правоохранительных органов о факте и обстоятельствах совершения преступления и дальнейшем содействии осуществлению правосудия. Подобные действия в соответствии с уголовным законодательством многих государств влекут смягчение применяемых к лицу мер уголовной ответственности или полное освобождение от уголовной ответственности.
Институт деятельного раскаяния в законодательстве, как правило, отражает стремление государства уменьшить расходы, связанные с расследованием и рассмотрением дела независимо от того, реально ли раскаяние преступника. Кроме того, он призван стимулировать преступника к возмещению причинённого преступлением ущерба. Отсутствие фактического раскаяния может быть учтено судом при решении вопроса о применении норм о деятельном раскаянии, однако законодательство большинства государств таких требований не содержит.
В общей части уголовного законодательства он закреплён в законодательстве практически всех государств СНГ (кроме Киргизии), Бразилии, КНР, Латвии, Монголии, Польше, Республики Корея, Чехии, Японии. Применительно к отдельным видам преступлений (как правило, это тяжкие преступления против государства и общественной безопасности, например, шпионаж или террористический акт) нормы о деятельном раскаянии встречаются в законодательстве Австрии, Германии, Испании, Италии, Колумбии, Франции, Швейцарии. В основном эти нормы направлены на стимулирование членов групповых преступных формирований к выдаче своих сообщников.
Деятельное раскаяние по своей природе схоже с добровольным отказом от преступления. Во многих государствах (например, Бразилии, Германии, Италии, Швейцарии) деятельным раскаянием фактически считается добровольный отказ от преступления при оконченном покушении: то есть предотвращение наступления преступных последствий после того, как все необходимые преступные действия были совершены (например, деактивация заложенного взрывного устройства).
В странах англо-американской правовой системы институт деятельного раскаяния практически неизвестен, однако широко используются так называемые «сделки о признании вины», которые представляют собой заключаемое в рамках уголовного процесса соглашение между обвиняемым и обвинителем, предполагающее смягчение наказания в обмен на сотрудничество со следствием.

### Примирение с потерпевшим
Примирение с потерпевшим — существующий в уголовном праве многих государств мира институт, предполагающий освобождение от ответственности либо значительное смягчение наказания преступнику, достигнувшему с потерпевшим соглашения о примирении (как правило, предполагающего возмещение причинённого вреда). Соответствующие положения могут содержаться как в уголовном, так и в уголовно-процессуальном законодательстве.
Классическое уголовное право является строго публичной отраслью права: уголовное преследование в классической модели осуществляется независимо от того, желает ли потерпевший привлечения виновного к уголовной ответственности. В последнее время наблюдается отход от данной модели, предполагающий признание более активной роли потерпевшего в уголовном судопроизводстве, а также большую диспозитивность уголовно-правовых отношений. Появляются такие концептуальные альтернативы традиционной репрессивной уголовной политике, как «восстановительное правосудие» и уголовно-правовая медиация (посредничество). Их смысл заключается в смещении акцентов с наказания преступника на восстановление нарушенных преступлением общественных отношений.
В настоящее время подобные процедуры внедрены во многих странах: Австралии, Бельгии, Великобритании, Германии, Канаде, Нидерландах, Новой Зеландии, Польше, США, Франции, Чехии и других. Для гармонизации соответствующих процедур в различных странах Комитетом Министров Совета Европы была принята Рекомендация № R(99)19 от 15 сентября 1999 года «Посредничество в уголовных делах». 
Как правило, примирение с потерпевшим регулируется нормами уголовно-процессуального права. В уголовном законодательстве соответствующие нормы встречаются относительно редко. Так, они присутствуют в уголовных кодексах многих государств постсоветского пространства, а также Монголии и Румынии, где примирение с потерпевшим выступает основанием освобождения от уголовной ответственности. Возможность примирения связывается с выполнением ряда условий:
- невысокая степень опасности совершённого преступления.
- совершение преступления впервые.
- признание вины.
- достижение соглашения о примирении.
- возмещение причинённого ущерба или иное заглаживание вредных последствий преступления.

Законодательство большинства государств, содержащее соответствующее норму, предоставляет суду возможность не применять соответствующую норму, даже если соглашение о примирении достигнуто. Освобождение, как правило, носит безусловный характер.  
Уголовное законодательство некоторых стран включает в себя институт прощения потерпевшим виновного. В отличие от примирения с потерпевшим, прощение возможно также на стадии исполнения наказания. Традиционным является институт прощения потерпевшего для стран мусульманской правовой семьи.

### Истечение сроков давности
Сроки давности в уголовном праве — периоды времени, по истечении которых не применяются правовые последствия совершения преступления. В частности, лицо может  освобождаться от уголовной ответственности. Течение срока давности в этом случае начинается с момента совершения преступления и может приостанавливаться или прерываться ввиду наступления установленных законом обстоятельств.
Институт сроков давности известен уголовному праву достаточно давно. Он применялся ещё в Древнем Риме.
Он был воспринят континентальным правом, и в настоящее время присутствует в праве большинства стран романо-германской правовой семьи (в уголовном или уголовно-процессуальном законодательстве).
В странах англосаксонской правовой семьи применение сроков давности сильно ограничено и, как правило, возможно лишь в преступлениях небольшой тяжести (мисдиминорах и суммарных преступлениях).
Вопрос об основаниях установления сроков давности в публичном праве является спорным. Одними авторами они связываются с презумпцией утраты общественной вредности самим правонарушением по прошествии длительного времени с момента совершения правонарушения. Согласно другой точке зрения, с истечением сроков давности пропадает целесообразность привлечения лица к уголовной ответственности. Третья точка зрения связана с признанием утраты лицом, совершившим преступление, общественной опасности при условии длительного правомерного поведения.
Имеются также и иные соображения, требующие отказа от применения мер уголовной репрессии к лицам, совершившим преступление достаточно давно. В большинстве случаев при этом акт преступления утрачивает социальную актуальность, в результате чего меры уголовной ответственности не будут иметь должного предупредительного эффекта, а также не будут способствовать удовлетворению потребности потерпевшего и общества в целом в восстановлении социальной справедливости. Кроме того, имеются соображения чисто процессуального свойства: по прошествии длительного времени установление истины в уголовном процессе затруднено из-за утраты доказательств, сложностями с получением достоверных свидетельских показаний и т. п.
Законодательством могут устанавливаться условия, при которых общественная опасность преступления не может быть утрачена со временем и, соответственно, не могут быть применены сроки давности. На международном уровне установлено, что сроки давности не применяются к лицам, совершившим военные преступления и преступления против человечества.